# Мобіл (річка)
Мобіл — річка на півдні Алабами в Сполучених Штатах. Сформована злиттям річок Томбіґбі та Алабама, довжиною приблизно 72 кілометр.  Басейн Мобіл простягається до Міссісіпі, Джорджії та Теннессі. Водозбірний басейн є четвертим за величиною серед у Сполучених Штатах. Річка історично забезпечила основний водний маршрут для Алабами. З моменту будівництва водного шляху Теннессі-Томбґіґбі нею можна також дістатися до басейну річки Огайо, і, відповідно, Міссісіпі.
Об'єднаний потік Томбіґбі та Алабами тече на південь звивистим руслом. Приблизно за 10 кілометрів нижче за течією після місця злиття річок, які її формують, русло Мобіл ділиться. При цьому основним є західне, а східне, Тенсо (Tensaw), фактично є рукавом, відокремленим від основного русла на відстань від 3 до 8 кілометрів. Річка Мобіл впадає у затоку Мобіл Мексиканської затоки на схід від центру однойменного міста.

## Біорізноманіття
Басейн річки Мобіл історично підтримував найбільше біорізноманіття прісноводних видів черевоногих у світі (Bogan et al. 1995), включаючи шість родів і понад 100 видів, які були ендемічними для басейну річки Мобіл. Протягом останніх декількох десятиліть публікації в науковій літературі стосувалися, головним чином, очевидної деградації цієї фауни після будівництва дамб у межах басейну Мобіл, що призвело до затоплення значних ділянок  затоплення великих ділянок мілководдя (Goodrich 1944, Athearn 1970, Heard 1970, Stein 1976, Palmer 1986, Garner 1990).

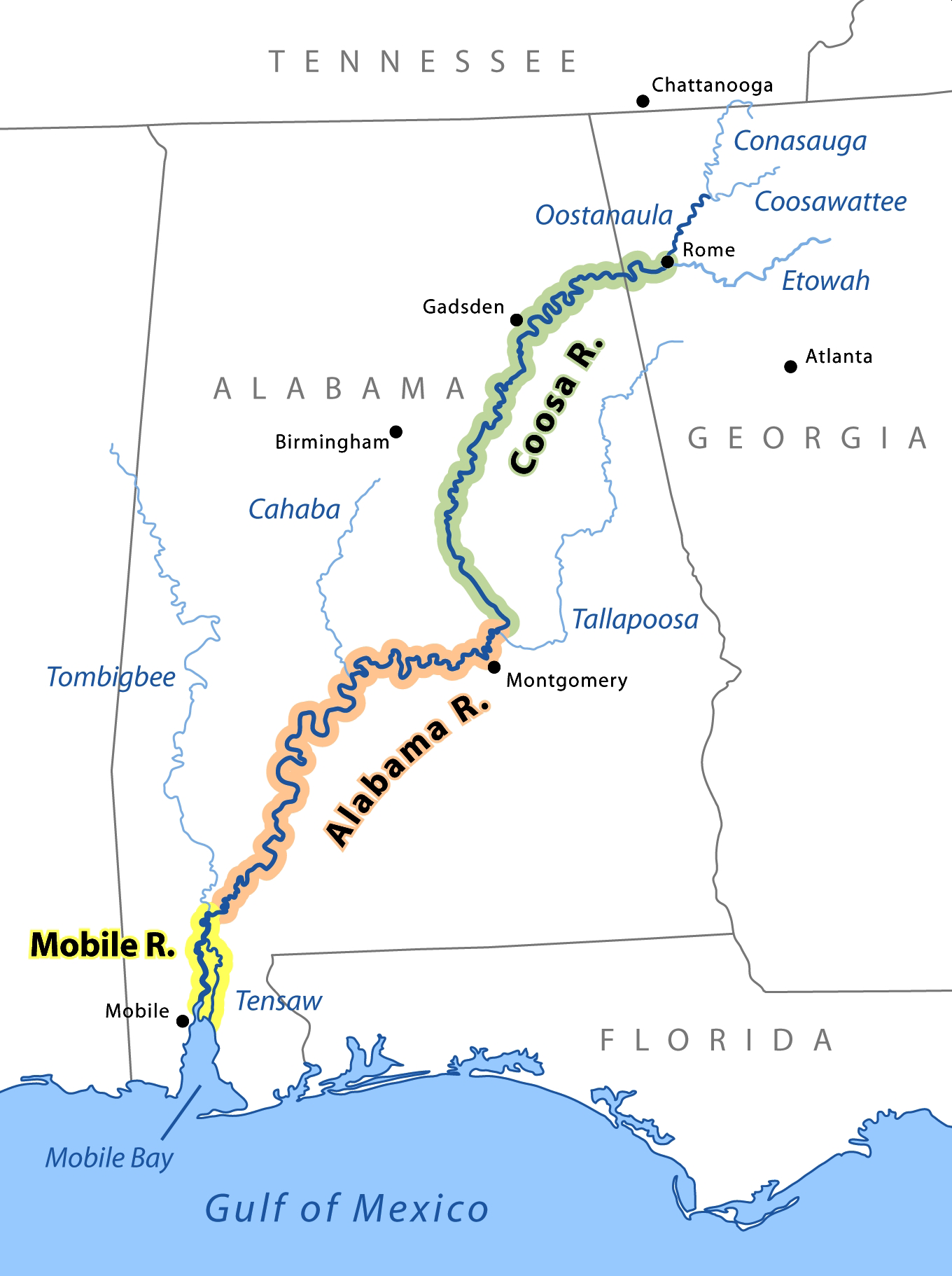
Річка Мобіл виділена жовтим на карті. Карта демонструє, що по суті вона є нижньою течією єдиної річки Мобіл-Алабама-Куса
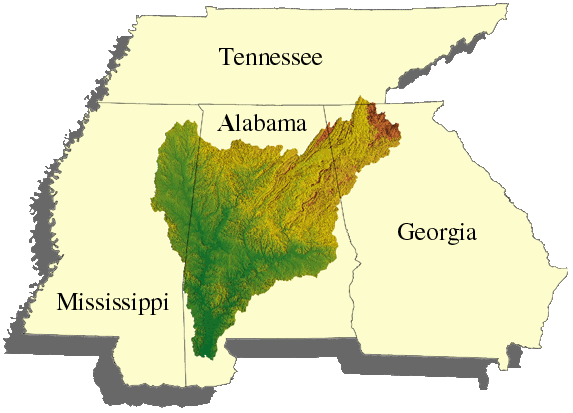
Басейн річки Мобіл
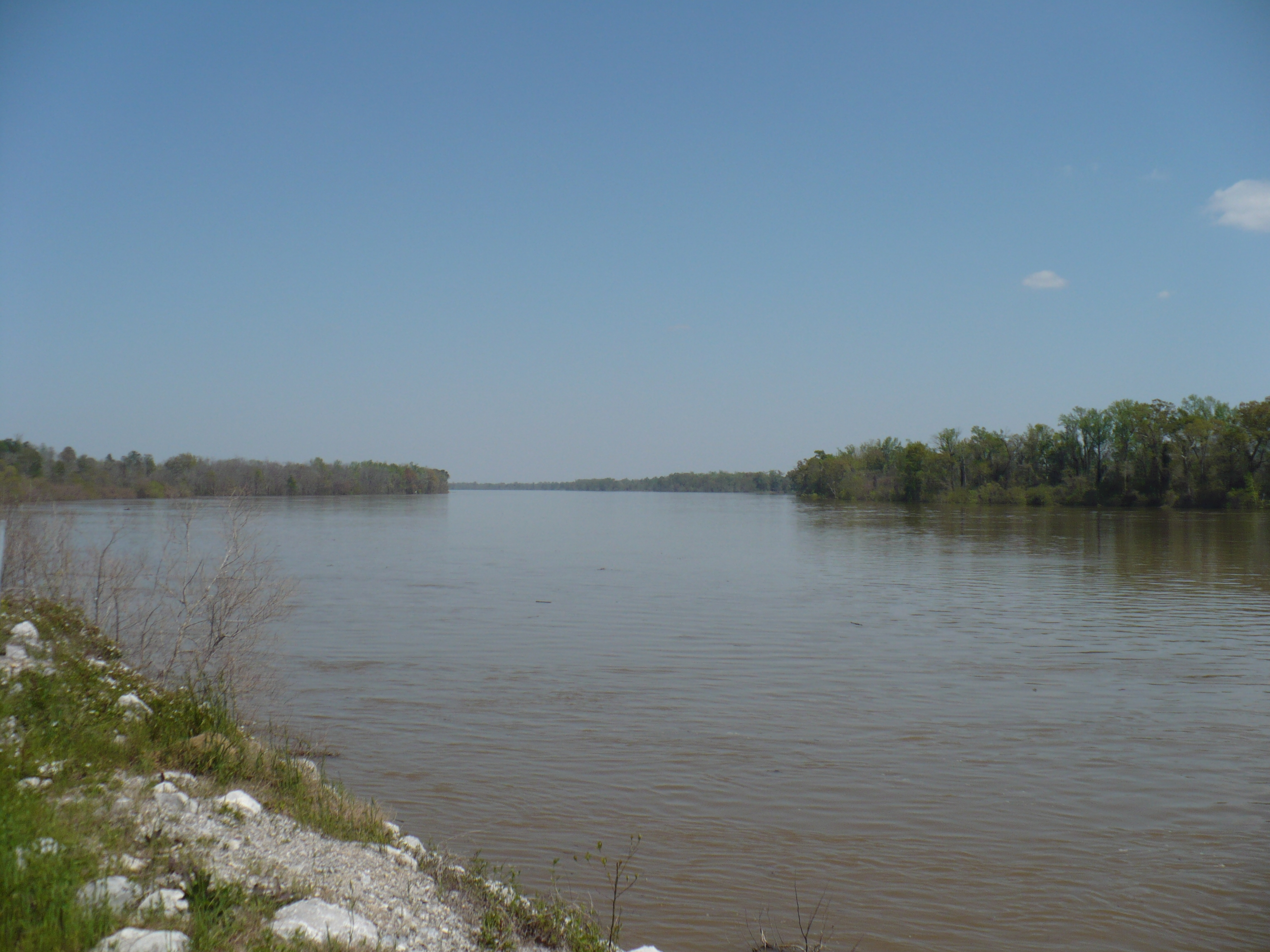
Мобіл поблизу міста Маунт-Вернон (Алабама)